# Finał Pucharu Polski w piłce nożnej 1992
Finał Pucharu Polski w piłce nożnej 1992 – mecz piłkarski kończący rozgrywki Pucharu Polski 1991/1992 oraz mający na celu wyłonienie triumfatora tych rozgrywek, który został rozegrany 24 czerwca 1992 roku na Stadionie Wojska Polskiego w Warszawie, pomiędzy Miedzią Legnica a Górnikiem Zabrze. Trofeum po raz 1. wywalczyła Miedź Legnica, która uzyskała tym samym prawo gry w Pucharze Zdobywców Pucharów 1992/1993.

## Droga do finału
| Miedź Legnica | Miedź Legnica                | Miedź Legnica | Runda       | Górnik Zabrze                    | Górnik Zabrze                    | Górnik Zabrze                    |
| Data          | Przeciwnik                   | Wynik         | Runda       | Data                             | Przeciwnik                       | Wynik                            |
| ------------- | ---------------------------- | ------------- | ----------- | -------------------------------- | -------------------------------- | -------------------------------- |
| 21.08.1991    | Ostrovia Ostrów Wielkopolski | 1:1           | III runda   | Rozpoczął rozgrywki od IV rundy. | Rozpoczął rozgrywki od IV rundy. | Rozpoczął rozgrywki od IV rundy. |
| 04.09.1991    | Stal Mielec                  | 3:2           | IV runda    | 04.09.1991                       | Resovia Rzeszów                  | 2:0                              |
| 20.11.1991    | Olimpia Poznań               | 1:0           | 1/8 finału  | 20.11.1991                       | GKS Katowice                     | 0:0 (k. 3:1)                     |
| 18.03.1992    | Zawisza Bydgoszcz            | 2:1           | Ćwierćfinał | 18.03.1992                       | Widzew Łódź                      | 1:0                              |
| 01.04.1992    | Zawisza Bydgoszcz            | 2:2 pd.       | Ćwierćfinał | 01.04.1992                       | Widzew Łódź                      | 1:0                              |
| 20.05.1992    | Stilon Gorzów Wielkopolski   | 3:0           | Półfinał    | 20.05.1992                       | ŁKS Łódź                         | 1:1                              |
| 10.06.1992    | Stilon Gorzów Wielkopolski   | 1:1           | Półfinał    | 10.06.1992                       | ŁKS Łódź                         | 2:1 pd.                          |

## Tło
W sezonie 1991/1992 Miedź Legnica zakończyła rozgrywki ligowe 3. miejsce w II lidze (pierwsza od finału 1983 drużyna spoza ekstraklasy), natomiast Górnik Zabrze na 4. miejscu w ekstraklasie. Faworyci rozgrywek m.in.: GKS Katowice, Lech Poznań, Legia Warszawa nie potraktowali rozgrywek zbyt poważnie, z związku z czym niespodziewanie zbyt szybko odpadli z rozgrywek. Triumf z rozgrywkach był także jedyną szansą dla obu klubów na występ w europejskich rozgrywkach.

## Mecz

### Przebieg meczu
Mecz finałowy odbył się 24 czerwca 1992 roku o godzinie 20:05 na Stadionie Wojska Polskiego w Warszawie. Sędzią głównym spotkania był Michał Listkiewicz. Mecz nie był zbyt pozytywnie oceniany, mimo emocjonującej końcówki meczu. Wynik meczu już 9. minucie otworzył zawodnik Górnika Zabrze, Piotr Jegor, który z rzutu wolnego pokonał bramkarza drużyny przeciwnej, Dariusza Płaczkiewicza.
W 50. minucie Ryszard Staniek oddał piękny strzał na bramkę Dariusza Płaczkiewicza, jednak piłka trafiła w siatkę z boku, a kilka minut później mecz został przerwany z powodu bijatyki kibiców obu drużyn zarówno na płycie, jak i na trybunach. Po opanowaniu sytuacji przez służby porządkowe mecz został wznowiony.
W 79. minucie rajd na bramkę Górnika Zabrze rozpoczął mierzący zaledwie 157 cm wzrostu Dariusz Baziuk, który piękny strzałem pokonał Marka Bębna.
Po regulaminowym czasie gry był wynik 1:1, w związku z czym rozegrano dogrywkę, która również nie przyniosła rozstrzygnięcia, w związku konieczne było rozegranie serii rzutów karnych, w których wygrała Miedź Legnica 4:3, która sensacyjnie triumfowała w rozgrywkach.

### Szczegóły meczu
| 24 czerwca 1992 20:05                                | Miedź Legnica · Baziuk 79' | 1:1 k. 4:30:1Raport                            | Górnik Zabrze · 9' Jegor | Stadion Wojska Polskiego, Warszawa Widzów: 3 500 Sędzia: Michał Listkiewicz (Warszawa) |
|                                                      |                            |                                                |                          |                                                                                        |
|                                                      |                            | Rzuty karne                                    |                          |                                                                                        |
| Dyluś · Gierejkiewicz · Kochanek · Ciliński · Wójcik |                            | Jegor · Wałdoch · Kraus · Piotrowicz · Staniek |                          |                                                                                        |

| Miedź Legnica:  |  |                        |              |     |
|                 |  |                        |              |     |
| BR              |  | Dariusz Płaczkiewicz   |              |     |
| OB              |  | Grzegorz Kochanek      | Żółta kartka |     |
| OB              |  | Cezary Michalski       |              |     |
| OB              |  | Andrzej Cymbała        |              | 77' |
| OB              |  | Piotr Przerywacz       |              |     |
| PO              |  | Tadeusz Gajdzis        |              | 74' |
| PO              |  | Jarosław Gierejkiewicz |              |     |
| PO              |  | Marcin Ciliński        |              |     |
| PO              |  | Dariusz Dziarmaga      |              |     |
| NA              |  | Dariusz Baziuk         |              |     |
| NA              |  | Daniel Dyluś           |              |     |
| Zmiany:         |  |                        |              |     |
| PO              |  | Artur Wójcik           |              | 74' |
| PO              |  | Wojciech Górski        |              | 77' |
| Trener:         |  |                        |              |     |
| Jerzy Fiutowski |  |                        |              |     |

| Górnik Zabrze: |  |                    |              |     |
|                |  |                    |              |     |
| BR             |  | Marek Bęben        |              |     |
| OB             |  | Marek Piotrowicz   |              |     |
| OB             |  | Tomasz Wałdoch     |              |     |
| OB             |  | Grzegorz Dziuk     |              |     |
| OB             |  | Krzysztof Zagórski |              | 75' |
| PO             |  | Piotr Jegor        |              |     |
| PO             |  | Dariusz Koseła     |              |     |
| PO             |  | Ryszard Staniek    | Żółta kartka |     |
| PO             |  | Mieczysław Agafon  | Żółta kartka |     |
| NA             |  | Ryszard Kraus      |              |     |
| NA             |  | Henryk Bałuszyński |              | 88' |
| Zmiany:        |  |                    |              |     |
| OB             |  | Jacek Grembocki    | Żółta kartka | 79' |
| OB             |  | Andrzej Orzeszek   |              | 88' |
| Trener:        |  |                    |              |     |
| Jan Kowalski   |  |                    |              |     |

| Puchar Polski w piłce nożnej 1991/1992 Zwycięzcy |
| ------------------------------------------------ |
| Miedź Legnica 1. Tytuł                           |

## Po meczu
Miedź Legnica zdobyła Puchar Polski 1991/1992, uzyskując tym samym prawo gry w kwalifikacjach Pucharu Zdobywców Pucharów 1992/1993, jak czwarta w historii i pierwsza od sezonu 1982/1983 drużyna spoza ekstraklasy, która uzyskała awans do europejskich rozgrywek.